# Rudolf Gustav Puff
Rudolf Gustav Puff, spodnještajerski publicist,  * 10. julij 1808, Holzbaueregg bei Großflorian, Steiermark, Avstrijsko cesarstvo, † 20. junij 1865, Maribor, Avstrijsko cesarstvo.

## Življenje
Rudolf Gustav Puff je v Gradcu končal študij prava (1830) in hkrati promoviral v doktorja filozofije. Poučeval je na gimnaziji v Mariboru. Bil je Nemec, ki se je vključil v slovensko okolje in se naučil slovenščine. Slovence in slovensko kulturo je upošteval kot sestavni kulturni del Štajerske in Avstrije, jo vrednotil pozitivno ter s simpatijami spremljal v gimnaziji jezikovnokulturna stremljenja slovenske mladine. Štajersko je spoznaval na potovanjih, pri spoznavanju slovenstva in slovanstva pa so mu bili mentorji Peter Dajnko, Jurij Matjašič, Jožef Hašnik in Davorin Trstenjak. 
Po letu 1830 je zbral veliko gradiva o Spodnji Štajerski in objavil izjemen opus tiskanih objav o štajerskih Slovencih. Njegove objave obravnavajo pokrajinsko, topografsko, rodoslovno, narodopisno, zgodovinsko, arheološko in umetnostno gradivo Maribora, Slovenske Štajerske pa vse do Ljubljane, Turjaka, Istre, Vojne krajine in Kosova, prinašajo poročila o delu takratnih društev in dnevnih dogodkih ter so vsebinsko vezane na kak kraj ali kako potovanje. Po naravi in kot publicist je bil Puff popotnik. Miselno je pripadal dobi romantike. S slovenskim narodnim vprašanjem se ni ukvarjal. Pomemben je kot publicist, ki je seznanjal Nemce s Slovenci in ki je zbral obsežno gradivo ter ga tako rešil pozabe in propada. Njegovo rokopisno zapuščino hrani Štajerski deželni arhiv Gradec.
Pokopan je bil na mariborskem starem mestnem pokopališču pri Ljudskem vrtu. Ko je Mestna občina Maribor leta 1940 to pokopališče dokončno zaprla, je organizirala njegovo ekshumacijo (tako kot tudi ekshumacijo drugih zaslužnih mož, ki jih niso ekshumirali svojci) in pokop njegovih telesnih ostankov v novi skupni grobnici zaslužnih mož v arkadah frančiškanskega pokopališča na Pobrežju.

## Delo
Samostojne objave je posvetil Rogaški Slatini (Erinnerungen an Sauerbrunn nächst Rohitsch und seine Umgebungen mit lithograph. Abbildungen, 1840), Laškemu in Rimskim Toplicam (Das Römer-Bad Töplitz nächst Tüffer mit seinen Umgebungen, 1847), ki so z Dobrno prikazani tudi v vodniku po štajerskih zdraviliščih (Wegweiser in sämmtliche Gesundbrunnen und Bäder der Steiermark, 1854). Poleg teh vodnikov je Puff leta 1843 izdal v Gradcu prvi vodnik za potovanja po vsem Slovenskem Štajerskem Der Fussreisende durch Steiermark, ki vsebuje statističnogeografske preglede okrajev, občin in krajev, proizvodnjo, promet, zgodovinske spomenike in naravne znamenitosti, značaj in način življenja prebivalstva ter prvi seznam slovenskih krajevnih imen, ki so bila različna od nemških. Leta 1844 v Grazer Zeitung objavi delo; Die treue Wendin - (Zvesta Slovenka ),ki velja prav po njegovi zaslugi za najstarejšo (1418) ohranjeno zgodovinsko povest iz Slovenskih goric. 
Osrednje Puffovo topografsko in zgodovinsko delo je monografija o Mariboru v dveh delih (Marburg in Steiermark, seine Umgebung, Bewohner und Geschichte, 1847), ki je v prvem, topografskem delu pregled zgradb, prebivalstva, oblasti ter ustanov, v drugem, zgodovinskem, pa izvleček iz knjige mariborskih mestnih privilegijev iz XVI. stoletja z uvodom, ki ga je zasnoval Albert Muchar, in v zaključku z novoveško kroniko dogodkov in biografijami mariborskih osebnosti. 
Narodopisno, potopisno in topografsko je v knjigi Marburger Freundes-Gruss (Sagen, Dichtungen, Wanderungen und Lebensschilderungen (1849) zajel širšo mariborsko okolico. Slovenještajerske pravljice in pripovedke je delno zbral v dveh knjigah: v Frühlingsknospen von der Sann (1850) ter v 6.–12. zvezku Steirische Volkssagen oder Heiteres und Ernstes von der Mur und Drau (1840/41). Za Slovence najpomembnejše delo, v katerem je poskusil predstaviti tudi slike štajerskih Slovencev, Slovenskih goric in Pohorja, so zborniki Marburger Taschenbuch für Geschichte, Landes- und Sagenkunde der Steiermark und der an dieselben grenzenden Länder (I. 1853; II. 1854; III. 1859). Vsebina teh zbornikov kaže z avtohtonostjo Slovencev, nejasnim pojmovanjem slovenske in slovanske narodnosti, mitologije in običajev Slovencev ter ostalih Slovanov in s številnimi jezikoslovnimi navedki ter primerami prevladujoče vplive in odvisnost od Davrina Trstenjaka.